# Кольонія-Поток-Великий
Кольонія-Поток-Великий (пол. Kolonia Potok Wielki) — село в Польщі, у гміні Поток-Великий Янівського повіту Люблінського воєводства.
Населення — 396 осіб (2011).
У 1975-1998 роках село належало до Тарнобжезького воєводства.

## Демографія
Демографічна структура станом на 31 березня 2011 року:
|          | Загалом | Допрацездатний вік | Працездатний вік | Постпрацездатний вік |
| -------- | ------- | ------------------ | ---------------- | -------------------- |
| Чоловіки | 197     | 47                 | 132              | 18                   |
| Жінки    | 199     | 38                 | 108              | 53                   |
| Разом    | 396     | 85                 | 240              | 71                   |